# Naoko Sano
Naoko Sano (Tokio, Japón, 1970) es una docente e historiadora de sociolingüística en francés.
A través de haber descubierto el occitano en Japón, decidió cursar una parte de sus estudios en la Universidad de Montpellier para poder aprender la lengua occitana. Recibió el Premio de la Vocación Provenzal, entregado por la Fundación Loís Voland.
Actualmente, trabaja en la Universidad de la ciudad de Nagoya